# Leucothoe atosi
Leucothoe atosi is een vlokreeftensoort uit de familie van de Leucothoidae. De wetenschappelijke naam van de soort is voor het eerst geldig gepubliceerd in 2007 door Bellan-Santini.